# Herb powiatu rypińskiego
Herb powiatu rypińskiego – jeden z symboli powiatu rypińskiego, autorstwa Krzysztofa Mikulskiego i Lecha-Tadeusza Karczewskiego, ustanowiony 9 listopada 2000.

## Wygląd i symbolika
Herb przedstawia na tarczy w polu błękitnym tarczy herbowej głowę króla o włosach, brodzie i wąsach srebrnych, w koronie z klejnotami, z której wyrastają rogi bawole czarne, z kołnierzem złotym w kształcie korony z klejnotami na opak. Jest to historyczny symbol ziemi dobrzyńskiej.